# Piaseczna (stacja kolejowa)
Piaseczna (ukr. Пісочна) – stacja kolejowa w miejscowości Piaseczna, w rejonie stryjskim, w obwodzie lwowskim, na Ukrainie.
Przed II wojną światową istniał w tym miejscu przystanek kolejowy o tej samej nazwie. Dawniej była to stacja węzłowa. Rozpoczynała tu się linia do Chodorowa, która obecnie jest w większości rozebrana.